# Брест (футбольний клуб, Франція)
Стад Брестуа́ 29 (фр. Stade Brestois 29) відомий також як Брест — французький професійний футбольний клуб з міста Брест. Заснований 1950 року. Виступає в Лізі 1, вищому дивізіоні французького футболу, після підвищення в сезоні 2018–19.

## Історія
У перші роки свого існування «Брест» стрімко піднявся в ієрархії регіонального футболу, аж до того, що в 1958 році клуб потрапив до Аматорського чемпіонату Франції, третього рівня французького футболу. У 1970 році клуб піднявся до Другого дивізіону, а в 1979 році досяг Першого дивізіону.
Клуб пережив свій спортивний пік між 1981 і 1991 роками, відігравши дев'ять сезонів в еліті за десять років. У 1991 році клуб був понижений, а через кілька місяців подав заяву про банкрутство. Повернувся до другого дивізіону лише у 2004 році та до Ліги 1 у 2010 році. У сезоні 2023–24, будучи аутсайдером, «Брест» посів малоймовірне третє місце в Лізі 1 і, таким чином, кваліфікувався до Ліги чемпіонів УЄФА 2024–25, що стало першим виступом у будь-якому європейському турнірі в історії клубу.

## Досягнення
- Ліга 2:
  -  Чемпіон (1): 1981
  -  Віце-чемпіон (2): 1979, 2010, 2019
- Ліга 3:
  -  Віце-чемпіон (1): 2004

## Склад команди
Станом на 21 січня 2025
| №  | Поз. | Нац.         | Гравець                    |
| -- | ---- | ------------ | -------------------------- |
| 2  | ЗХ   | Франція      | Бредлі Локо                |
| 3  | ЗХ   | Сенегал      | Абдулає Ндіає              |
| 5  | ЗХ   | Франція      | Брендан Шардонне (капітан) |
| 6  | ЗХ   | Швейцарія    | Едімілсон Фернандеш        |
| 7  | ЗХ   | Франція      | Кенні Лала                 |
| 8  | ПЗ   | Франція      | Юго Маньєтті               |
| 9  | ПЗ   | Малі         | Каморі Думбія              |
| 10 | ПЗ   | Франція      | Ромен Дель Кастійо         |
| 12 | ЗХ   | Кот-д'Івуар  | Люк Зогбе                  |
| 14 | НП   | Гвінея-Бісау | Мама Балде                 |
| 17 | НП   | Сенегал      | Абдалла Сіма               |
| 19 | НП   | Франція      | Людовік Ажорк              |

| №  | Поз. | Нац.       | Гравець                      |
| -- | ---- | ---------- | ---------------------------- |
| 20 | ПЗ   | Франція    | П'єр Ліс-Мелу (віце-капітан) |
| 21 | ПЗ   | Франція    | Ромен Фавр                   |
| 22 | ЗХ   | Малі       | Массадіо Айдара              |
| 23 | ЗХ   | Франція    | Жордан Амаві                 |
| 25 | ЗХ   | Франція    | Жульєн Ле Кардінал           |
| 26 | ПЗ   | Португалія | Матіас Перейра Лаге          |
| 28 | ПЗ   | Франція    | Жонас Мартін                 |
| 30 | ВР   | Франція    | Грегуа Кудер                 |
| 34 | НП   | Марокко    | Ібрагім Салах                |
| 40 | ВР   | Нідерланди | Марко Бізот                  |
| 44 | ЗХ   | Франція    | Сумаїла Кулібалі             |
| 45 | ПЗ   | Франція    | Магді Камара                 |